# Comisión de Ética en Publicación
El Comité de Ética en publicación (COPE por sus siglas en inglés) se refiere a la integridad ética y moral de las publicaciones en la ciencia. Fue establecido en 1997 y se encuentra en Londres.
COPE ofrece un foro de editores y redactores de revistas científicas para debatir cuestiones relativas a la integridad de su trabajo. Los ejemplos incluyen los conflictos de interés, soborno, experimentación no ética, y fabricación de evidencia.